# Игл Пас (Тексас)
Игл Пас (енгл. Eagle Pass) град је у америчкој савезној држави Тексас. По попису становништва из 2010. у њему је живело 26.248 становника.

## Демографија
Према попису становништва из 2010. у граду је живело 26.248 становника, што је 3.835 (17,1%) становника више него 2000. године.
| Група             | 2000.          | 2010.          |
| Белци             | 884 (3,9%)     | 953 (3,6%)     |
| Афроамериканци    | 60 (0,3%)      | 70 (0,3%)      |
| Азијати           | 171 (0,8%)     | 145 (0,6%)     |
| Хиспаноамериканци | 21.269 (94,9%) | 25.065 (95,5%) |
| Укупно            | 22.413         | 26.248         |